# IC 2556
IC 2556 — галактика типу SBcd () у сузір'ї Насос.
Цей об'єкт міститься в оригінальній редакції індексного каталогу.